# Adolf Erik Nordenskiöld
Friherr Nils Adolf Erik Nordenskiöld (18 tháng 11 năm 1832, Helsinki, Phần Lan - ngày 12 tháng 8 năm 1901, Dalbyö, Södermanland, Thụy Điển) là một nam tước, nhà thực vật học, địa chất, khoáng vật học và nhà thám hiểm Bắc cực người Phần Lan gốc Phần Lan-Thụy Điển. Ông là thành viên của nổi bật gia đình khoa học Nordenskiöld Phần Lan-Thụy Điển.
Sinh ra tại Đại Công quốc Phần Lan vào thời điểm đó là một phần của Đế quốc Nga, sau đó do hoạt động chính trị của mình, ông buộc phải sống lưu vong chính trị ở Thụy Điển, nơi ông sau này trở thành một thành viên của Nghị viện Thụy Điển và Viện Hàn lâm Thụy Điển. Ông được nhớ đến nhiều nhất cho các chuyến thám hiểm Vega dọc theo bờ biển phía bắc của lục Á-Âu, mà ông đã dẫn dắt trong năm 1878 và 1879. Đây là qua hoàn chỉnh đầu tiên của hành lang Đông Bắc.

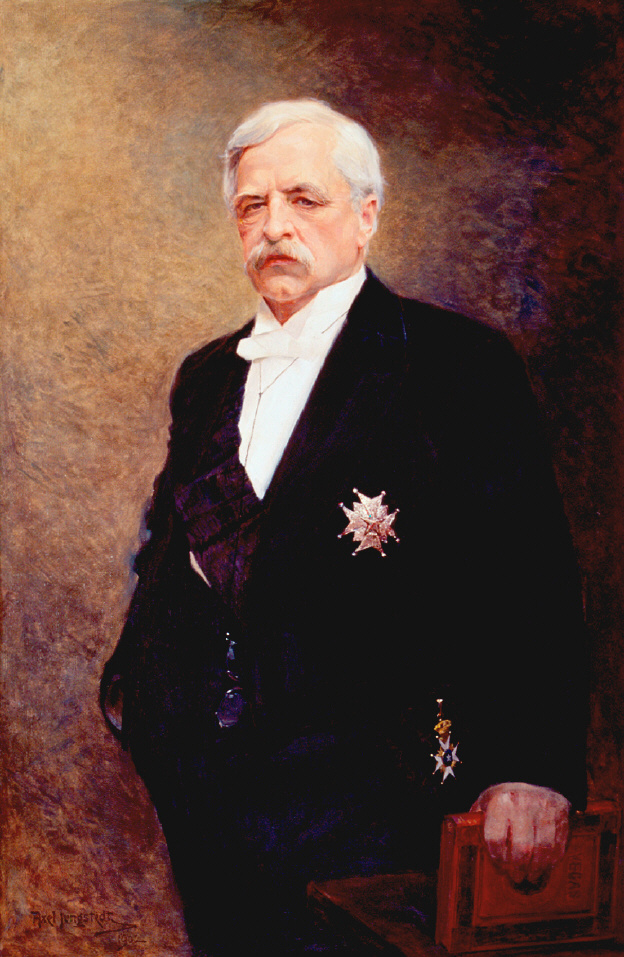
Nils Adolf Erik Nordenskiöld do Axel Jungstedt chụp năm 1902